# Augsburger Allgemeine
Az Augsburger Allgemeine korábban Augsburger Allgemeine Zeitung (rövidítése AZ) az egyik legnagyobb bajor napilap.
A napilap a német Pressedruck kiadóvállalat (Presse-Druck- und Verlags-GmbH) tulajdonában van. A lap regionális kiadásainak példányszáma 228 414. Az Augsburger Allgemeine Zeitunggal együtt pedig 334 943[2]. A lapot a bajorországi Schwaben kerületben és Felső-Bajorország szomszédos területein terjesztik.
2009. november 27-e óta Markus Günther a főszerkesztő. Elődje Rainer Bornhost volt, aki azt megelőzően 15 évig töltötte be pozícióját[3]. Főszerkesztő-helyettesei Walter Roller, Klaus-Dieter Düster és Jürgen Marks.